# Raróg indyjski
Raróg indyjski (Falco jugger) – gatunek średniej wielkości ptaka z rodziny sokołowatych (Falconidae). Występuje na subkontynencie indyjskim od dalekiego południowego wschodu Iranu, południowo-wschodniego Afganistanu, Pakistanu przez Indie, Nepal, Bhutan, Bangladesz i północno-zachodnią Mjanmę. Jest bliski zagrożenia wyginięciem.

## Morfologia
Z wyglądu przypomina raroga górskiego, ale całość upierzenia jest ciemniejsza i ptak ma czerniawe pióra w nogawicach. Mierzy 39–46 cm długości i 88–107 cm rozpiętości skrzydeł. Ogon ma średnią długość 16–21 cm. Dorosłe ptaki od góry są ciemnobrązowe. Środkowa część ogona ma ciemną szarobrązową barwę. Głowa i szyja ma rudoczerwony kolor. Nad oczami przebiega jaśniejszy pasek. Podgardle i przednia część piersi przybiera białawy odcień. Nakrapianie widać na brzuchu, bokach ciała i nogawicach. Osobniki młodociane mają prawie w całości ciemną dolną część ciała, a u ptaków pierwszorocznych nie w pełni jeszcze dojrzałych nadal pozostają ciemne pióra na brzuchu. Poza tym głowa – policzki i okolice oczu oraz szyja są jeszcze u nich brązowe. Nogi są szaro-zielone.

## Systematyka
Gatunek jest blisko związany z grupą sokołów, zwaną Hierofalco. Ujawnia się tu w widoczny sposób rozprzestrzeniające się krzyżowanie (tworzenie mieszańców) i niecałkowite oddzielenie linii ewolucyjnej. Jeszcze bardziej obraz pozycji systematycznej mogą zagmatwać analizy sekwencji DNA na szeroką skalę. Dane otrzymane z badań molekularnych na małych próbkach mogą nie przynieść wiarygodnych wyników, które by doprowadziły do przekonujących wniosków. Proces radiacji gatunkowej tej grupy sokołów rozpoczął się prawdopodobnie w interglacjale eemskim na początku późnego plejstocenu, zaledwie 130 000 – 115 000 lat temu. Raróg indyjski reprezentuje linię, która wywodzi się ze wschodniej Afryki. Wywędrował on na obecne tereny występowania przez Półwysep Arabski, który w tamtych czasach posiadał bardziej wilgotny klimat niż obecnie.
Nie wyróżnia się podgatunków.

## Ekologia

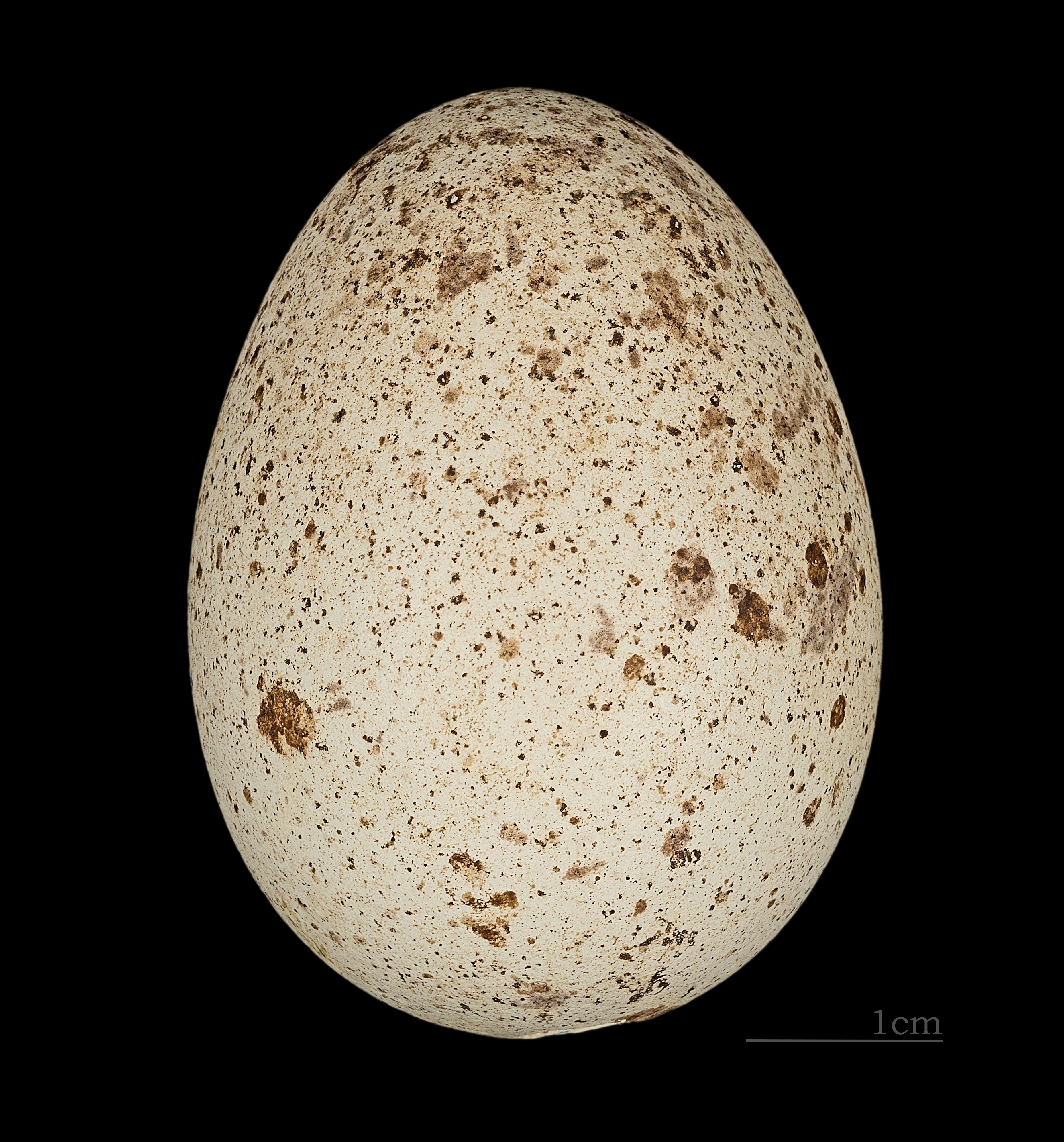
Jajo z kolekcji muzealnej

Rarogi indyjskie zasiedlają suche, otwarte lasy, równiny, pola uprawne, zarośla i półpustynie. Obecne mogą być też w miastach, pod warunkiem, że tamtejsza roślinność nie jest zbyt gęsta. Spotyka się go zwykle na wysokościach do 1000 metrów, a wyjątkowo do 1980 metrów n.p.m.
Zwykle wykorzystuje stare gniazda wron, sępów lub innych jastrzębiowatych umieszczone na drzewach, klifach lub budynkach. W zniesieniu zwykle 3 lub 4 jaja, które są jaśniejsze i bardziej różowe niż jaja sokoła wędrownego.

## Status
Międzynarodowa Unia Ochrony Przyrody (IUCN) od 2004 roku uznaje raroga indyjskiego za gatunek bliski zagrożenia (NT – Near Threatened); wcześniej, od 1988 roku klasyfikowano go jako gatunek najmniejszej troski (LC – Least Concern). Liczebność populacji szacuje się na 10–20 tysięcy dorosłych osobników.
Na obszarach występowania to najpospolitszy z sokołów, ale liczebność populacji spadła znacznie w ostatnim czasie i obecnie nigdzie nie jest to prawdopodobnie ptak liczny. Głównymi zagrożeniami dla ptaka są wzmożone użycie pestycydów i stosowanie sideł do łapania tych drapieżników.